# Euphyia williamsi
Euphyia williamsi là một loài bướm đêm trong họ Geometridae.